# NGC 693
NGC 693 este o galaxie lenticulară situată în constelația Peștii. A fost descoperită în 25 decembrie 1790 de către William Herschel. Se află la o distanță de 18,37 megaparseci de Pământ.